# Wolter ten Cate

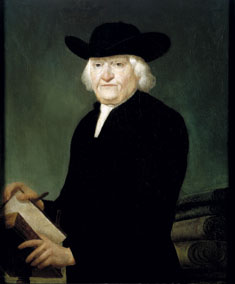
De doopsgezinde voorganger Wolter ten Cate door Frans Menninghuysen ca. 1792

Wolter ten Cate (Hengelo, 28 augustus 1701 - aldaar, 8 augustus 1796) was een Nederlands ondernemer die aan de basis stond van de textielindustrie in de Overijsselse plaats Hengelo.
Ten Cate was de zoon van Hendrik ten Cate, die aanvankelijk in de kost voorzag als bakker, maar die later fabrikeur in linnen werd, en diens vrouw Jenneken Wolters. In het gezin was Wolter de derde van acht kinderen. Het gezin behoorde tot de aanzienlijke Doopsgezinde gemeenschap in Hengelo. 
Toen Wolter ter Cate negentien jaar oud was, nam hij de linnenhandel van zijn vader over. In Hengelo stichtte hij een groot aantal weverijen waar wevers tegen stukloon werkten. Dankzij zijn huwelijk, in 1724,  met de welvarende Groningse Tjilke Dijk, kwam hij in het bezit van een aardig kapitaal (groot zesduizend gulden), waarmee hij de uitbouw van zijn bedrijvigheid kon bekostigen. Zo kon hij onder meer een bontweverij beginnen en, later, een tafellinnenweverij. Uit Danzig liet hij specialisten overkomen die zijn wevers onderrichtten in het weven van damast. Hoewel Ten Cate met al deze activiteiten een behoorlijk vermogen vergaarde, gaf hij, naar doopsgezinde traditie, weinig geld uit aan eigen welbevinden. Wel financierde hij de nieuwbouw van een doopsgezinde kerk in Hengelo. Daarnaast kocht, en bezat hij vervolgens, veel grond in en rondom het toen nog kleine dorp. Ten Cate was daarnaast onbezoldigd voorganger in de doopsgezinde gemeente van Borne.
In Hengelo zelf zette Ten Cate zich in voor de armenzorg, waarbij hij geen onderscheid maakte tussen de protestantse en de katholieke bevolking van Hengelo. Hij verwierf zich dankzij zijn liefdadigheid en dankzij zijn onophoudelijke bemoeienis met de ontwikkeling van de bevolking in Hengelo de bijnaam "Wolter-Oom". 
Zijn activiteiten maken dat hij bekendstaat als de vader van de industriële ontwikkelingen in Hengelo en in heel Twente. Ten Cate werd bijna vijfennegentig jaar oud. Hengelo eerde hem door een straat naar hem te vernoemen.